# عین اشور
عین اشور (انگلیسی: En Esur) یک شهر باستانی در منطقه کنعان مربوط به عصر برنز است که کشف آن در سال ۲۰۱۹ اعلام شد. بنا به اعلام اداره آثار باستانی اسرائیل، این شهر بزرگترین شهر از دوره‌های اولیه عصر برنز است که در اسرائیل کشف شده‌است.
در این شهر که دارای خیابان، معبد و استحکامات است، شش هزار نفر زندگی می‌کردند. در زیر بقایای این شهر یک تمدن ۷ هزار ساله هم کشف شده است.